# Ментон
Ментон (франц. Menton) — француска општина у департману Приморски Алпи, регион Прованса-Алпи-Азурна обала на Француској ривијери, близу италијанске границе.
Ментон је одувек био погранични град. Вековима је чинио границу између Провансе и Ђенове. Референдумом из 1860. године, град је постао француски и остао је такав све до данас.

## Историја

### Праисторија и стари век
Територија Ментона је била насељена још у доба палеолита. Представљало је место становања оригиналног Грималдија, једног од најранијих примерака разумног човека. Такође су нађени остаци неандерталаца и кромањонаца. Током римске владавине, друм Јулија Августа, пут који је повезивао Плацентију (данашња Пјаченца) са Арелатсом (даншањи Арл), пролазио је кроз Ментон. Прво веће насеље саграђено је током 11. века пре Христа, када је гроф од Вентимиља саградио Château de Puypin (дворац Пујпин) на брду Пепин, северозападно од данашњег центра града.

### Средњи век — владавина под Ђеновом
Током 13. века, господарство над Пујпинум преузела је породица Венто из Ђенове која је изградила нови замак. Тај замак чиниће током времена језгро из којег ће настати нови град. Овим потезом, Ментон је био укључен у Републику Ђенову. Прво спомињање Ментона као таквог било је 21. јула 1262, у мировном уговору између Ђенове и Карла I Анжујског. Град је имао добро стратешку позицију — налазио се на граници између Провансе и Ђенове, коју су западно штитили Алпи, а на истоку је град имао присуп земљишту погодном за земљорадњу. Лорд од Монака, Карло I, 1346. године осваја Ментон и он се налази под управом те државе наредних 400 година.

### Нови век
Ментон се налазио под управом Монака све до Француске револуције 1789. године. Исте године је припојен Француској и остаје под њеном управом током читавог периода првог француског царства. Припадао је округу Санремо у департману Приморски Алпи.
Године 1814, Ментон је био укључен у обновљену кнежевину Монако која је, након Наполеонових Сто дана 1815. године, постала протекторат краља Сардиније.
Године 1848, Ментон (заједно са државом Рокбрјун) се одвојио од Монака, барем делимично због уведеног пореза на извоз лимуна. Себе су прогласили „слободним градом” током револуције 1848. Две године касније, Ментон је био под заштитом Сардиније. Град се налазио под управом династије Савоја који ће наставити да владају Ментоном наредних десет година.
Пошто је Француска потпомогла Сардинији у рату против Аустрије, дошло је до договора у Торину, који је склопљен је 24. марта 1860. између Француске и краљевине Сардиније. Француска је тада захтевала анексију округа Ница. На крају је дошло до референдума, који је одржан 15. и 16. априла 1860. који је резултирао анексијом (833 гласова за и 54 против). Референдум је од многих грађана проглашен лажним и неважећим. Један од противника истог био је и чувени италијански генерал Ђузепе Гарибалди. Округ Ница је потом припојен Француској, а Наполеон III је платио 4 милиона франака као компензацију принцу Монака, који се одрекао својих права 2. фебруара 1861.
Публикација енглеског доктора Џејмса Х. Бенета под називом Зима и пролеће на обалама Средоземља (енгл. Winter and Spring on the Shores of the Mediterranean) из 1861. имала је дубок утицај на Ментон тако што га је учинила популарном дестинацијом за оболеле од туберкулозе. Крајем 19. века, туризам је постао значајна привредна грана Ментона. Град је постао популаран међу британским и руским аристократама који су изградили многе луксузне хотеле, виле и палате које и данас красе Ментон. Многе ове грађевине су послужиле као импровизане болнице током Првог светског рата. Чинило је одлично место за одмарање повређених војника због прустне пријатне климе.

### Савремени Ментон
Ментон је био једино веће и важније насеље које је италијанска армија заузела током њене ивазије на Француску јуна 1940. Након примирја 22. јуна исте године, две трећине територије општине припала је Италији. Иако је остатак Ментона званично припадао Вишијевској Француској, заправо је био под окупацијом Нацистичке Немачке. Територије су остале под управом Италије све до 8. септембра 1943, када су исте ослободиле америчке и канадске трупе.

## Географија
Ментон је прозван Бисером Француске. Налази се на француско-италијанској граници, преко пута општине Лигурија. Град излази на Медитеранско море.
Рибарска индустрија је била девастирана током 1980-их и 1990-их услед прекоморног риболова и хипоксије. Као кривац тог пустошења власти су навели ширење тзв. „алге убице” (лат. Caulerpa taxifolia) по морском дну. Касније су научна истраживања негирале ту тврдњу. Заправо су алге утицале на повећање локалне популације риба и свеукупне биолошке разноврсности.

### Клима
У Ментону је присутна средоземна клима. Међутим, блаже зиме и топлије летње ноћи, у поређењу са остатком фрацуске обале, пружају Ментону специфични тип микроклиме. Такви услови су повољни за узгој мандарина, наранџа и лимуна, који је и симбол овог града. Зимски мраз је врло редак, али се с времена на време појављује. Летње температуре су релативно умерене — ретко иде изнад 30 °C.
| Клима Ментона (департман Приморски Алпи, Француска), подаци из периода 2009—2016 | Клима Ментона (департман Приморски Алпи, Француска), подаци из периода 2009—2016 | Клима Ментона (департман Приморски Алпи, Француска), подаци из периода 2009—2016 | Клима Ментона (департман Приморски Алпи, Француска), подаци из периода 2009—2016 | Клима Ментона (департман Приморски Алпи, Француска), подаци из периода 2009—2016 | Клима Ментона (департман Приморски Алпи, Француска), подаци из периода 2009—2016 | Клима Ментона (департман Приморски Алпи, Француска), подаци из периода 2009—2016 | Клима Ментона (департман Приморски Алпи, Француска), подаци из периода 2009—2016 | Клима Ментона (департман Приморски Алпи, Француска), подаци из периода 2009—2016 | Клима Ментона (департман Приморски Алпи, Француска), подаци из периода 2009—2016 | Клима Ментона (департман Приморски Алпи, Француска), подаци из периода 2009—2016 | Клима Ментона (департман Приморски Алпи, Француска), подаци из периода 2009—2016 | Клима Ментона (департман Приморски Алпи, Француска), подаци из периода 2009—2016 | Клима Ментона (департман Приморски Алпи, Француска), подаци из периода 2009—2016 |
| Показатељ \ Месец                                                                | .Јан.                                                                            | .Феб.                                                                            | .Мар.                                                                            | .Апр.                                                                            | .Мај.                                                                            | .Јун.                                                                            | .Јул.                                                                            | .Авг.                                                                            | .Сеп.                                                                            | .Окт.                                                                            | .Нов.                                                                            | .Дец.                                                                            | .Год.                                                                            |
| -------------------------------------------------------------------------------- | -------------------------------------------------------------------------------- | -------------------------------------------------------------------------------- | -------------------------------------------------------------------------------- | -------------------------------------------------------------------------------- | -------------------------------------------------------------------------------- | -------------------------------------------------------------------------------- | -------------------------------------------------------------------------------- | -------------------------------------------------------------------------------- | -------------------------------------------------------------------------------- | -------------------------------------------------------------------------------- | -------------------------------------------------------------------------------- | -------------------------------------------------------------------------------- | -------------------------------------------------------------------------------- |
| Апсолутни максимум, °C (°F)                                                      | 18,3 (64,9)                                                                      | 20,5 (68,9)                                                                      | 23,4 (74,1)                                                                      | 27,2 (81,0)                                                                      | 31,4 (88,5)                                                                      | 33,7 (92,7)                                                                      | 35,4 (95,7)                                                                      | 36,5 (97,7)                                                                      | 33,8 (92,8)                                                                      | 28,6 (83,4)                                                                      | 24,8 (76,7)                                                                      | 20 (68,0)                                                                        | 36,5 (97,7)                                                                      |
| Средњи максимум, °C (°F)                                                         | 16,7 (62,1)                                                                      | 17,9 (64,2)                                                                      | 20,7 (69,3)                                                                      | 24,6 (76,3)                                                                      | 27,4 (81,3)                                                                      | 31,8 (89,2)                                                                      | 32,9 (91,2)                                                                      | 34 (93,2)                                                                        | 31,1 (88,0)                                                                      | 26,2 (79,2)                                                                      | 22,2 (72,0)                                                                      | 18,6 (65,5)                                                                      | 34,8 (94,6)                                                                      |
| Максимум, °C (°F)                                                                | 12,8 (55,0)                                                                      | 12,9 (55,2)                                                                      | 15,7 (60,3)                                                                      | 18,8 (65,8)                                                                      | 21,8 (71,2)                                                                      | 26 (78,8)                                                                        | 28,8 (83,8)                                                                      | 29,1 (84,4)                                                                      | 26,5 (79,7)                                                                      | 21,8 (71,2)                                                                      | 17,5 (63,5)                                                                      | 14,5 (58,1)                                                                      | 20,5 (68,9)                                                                      |
| Минимум, °C (°F)                                                                 | 7,4 (45,3)                                                                       | 6,7 (44,1)                                                                       | 9,3 (48,7)                                                                       | 11,8 (53,2)                                                                      | 14,5 (58,1)                                                                      | 18,2 (64,8)                                                                      | 21,1 (70,0)                                                                      | 21,5 (70,7)                                                                      | 19,1 (66,4)                                                                      | 15,3 (59,5)                                                                      | 11,7 (53,1)                                                                      | 8,9 (48,0)                                                                       | 13,8 (56,8)                                                                      |
| Средњи минимум, °C (°F)                                                          | 3,3 (37,9)                                                                       | 2,5 (36,5)                                                                       | 4,6 (40,3)                                                                       | 8,1 (46,6)                                                                       | 10,2 (50,4)                                                                      | 14,1 (57,4)                                                                      | 17,8 (64,0)                                                                      | 17,5 (63,5)                                                                      | 15 (59,0)                                                                        | 9,3 (48,7)                                                                       | 6,9 (44,4)                                                                       | 4,7 (40,5)                                                                       | 1,7 (35,1)                                                                       |
| Апсолутни минимум, °C (°F)                                                       | 0,1 (32,2)                                                                       | −1,1 (30,0)                                                                      | 2,7 (36,9)                                                                       | 6,1 (43,0)                                                                       | 8,1 (46,6)                                                                       | 11,4 (52,5)                                                                      | 14,6 (58,3)                                                                      | 13,7 (56,7)                                                                      | 12,3 (54,1)                                                                      | 4 (39,2)                                                                         | 4,4 (39,9)                                                                       | −0,6 (30,9)                                                                      | −1,1 (30,0)                                                                      |
| Извор: Météo Climat BZH                                                          |                                                                                  |                                                                                  |                                                                                  |                                                                                  |                                                                                  |                                                                                  |                                                                                  |                                                                                  |                                                                                  |                                                                                  |                                                                                  |                                                                                  |                                                                                  |

## Градски пејзаж
Ментон је познат по својим разноврсним баштама. Неки од познатијих су Jardin Serre de la Madone (срп. Мадонин стакленик), Jardin botanique exotique de Menton (срп. Егзотични ботанички врт Ментона), Фонтана Роза, башта Марије Серене и модерни вртови Коломбјер. Мадонин стакленик, зван још Le Val Rahmeh, успостављен је 1905. године. Основао га је енглески сер Перси Редклиф, који је био и први власник вртова. Вила Фонтана Роза је изграђена 1922, а дело је шпанског писца Бласка Ибанеза.
- Барокна базилика Светог архангела Мишела, са својим звоником, подигнута је 1619. Дело је ђеновљанског архитекта Лоренца Лавања.
- Музеј Бастион, у коме се налазе дела Жана Кокта, налази се код луке Ментон. Бастион, изграђен 1636, представљао је напредно одбрамбено утврђење за луку.
- У Ментону се налази велики број плажа.
- Музеј посвећен Жану Кокту. Отворен је 2011. и налази се близу Музеја Бастион.[15]

## Градови побратими
Ментон је сестрински град са:
- Баден-Баден, Немачка
- Лагуна Бич, САД
- Монтре, Швајцарска
- Нафплио, Грчка
- Сочи, Русија